# 垂楊路
垂楊路（Chuiyang Rd.）為臺灣嘉義市東西向市區道路之一。全線不分段，東接啟明路與體育路，銜接彌陀路；西接垂楊大橋，終點在臺鐵西部幹線東側。自嘉義市公道一高架道路段（垂楊大橋）通車後，成為嘉義市區連接高鐵大道的重要道路。。

## 沿經行政區域
（由西至東）
- 西區（臺鐵西部幹線東側－文化路）
- 東區（文化路－啟明路與體育路）

## 路名緣由
垂楊路的由來是因為以前垂楊路是一條大河，河溝兩側都種著垂楊，因此稱作「楊柳垂岸」，日治時期町名多處亦因其臨河溝而得名，包含堀川町、玉川町、白川町，二戰結束後，隨著國民政府接管臺灣，垂楊路就此定名（當時河溝兩邊的道路北邊為垂楊路，南邊為沿河街。民國69年，西元 1980 年，垂楊路與沿河街之間的大排水溝河面，從平等街到吳鳳路加蓋完成，沿河街街名至此消失。）而當時的河溝因交通道路需求，加蓋囤道，垂著柳枝的道路成為道路，迄今只留著垂楊路美麗的名字，而那垂柳盈岸景象逐漸消失在記憶中，這也是為什麼這條路之所以為垂楊路的由來所在。
（至垂楊路是否因河溝而生其名，自日治時期堀川町、玉川町、白川町皆伴隨「川」字可見一斑）

## 沿線設施
（由西至東）

### 嘉義公車捷運
垂楊路公車專用道是配合嘉義公車捷運設置，依照臺北市公車專用道模式，設置於中央分隔島兩側各一車道，公車車站再向外延伸各一車道，登記為大客車專用道。
垂楊路公車專用道設置之後，造成用車人不滿，又加上一般車輛常常違規行駛在公車專用道上或違規左轉，使違規車輛與行駛於專用道之公車捷運車輛造成衝突，往往是嘉義市市民爭論的話題。
該公車專用道已於2014年12月26日被新任嘉義市市長涂醒哲以「還路於民」為理由將其廢除，但由於兩次站台是否拆除之iVoting投票結果皆以反對票佔大多數，故目前相關設施並未拆除。。
- 嘉義BRT新光三越遠東站（仁愛路、垂楊路口）
- 嘉義BRT文化路口站（國立嘉義女子高級中學正門、文化公園垂楊路側）
- 嘉義BRT民族停車場站（嘉義市東區民族國民小學後方）

### 嘉義市公車
- 光林我嘉線（黃線）
  - 新光三越遠東站
  - 文化路口站
- 趣淘3路（藍線）
  - 文化公園站

### 機關學校

#### 學校

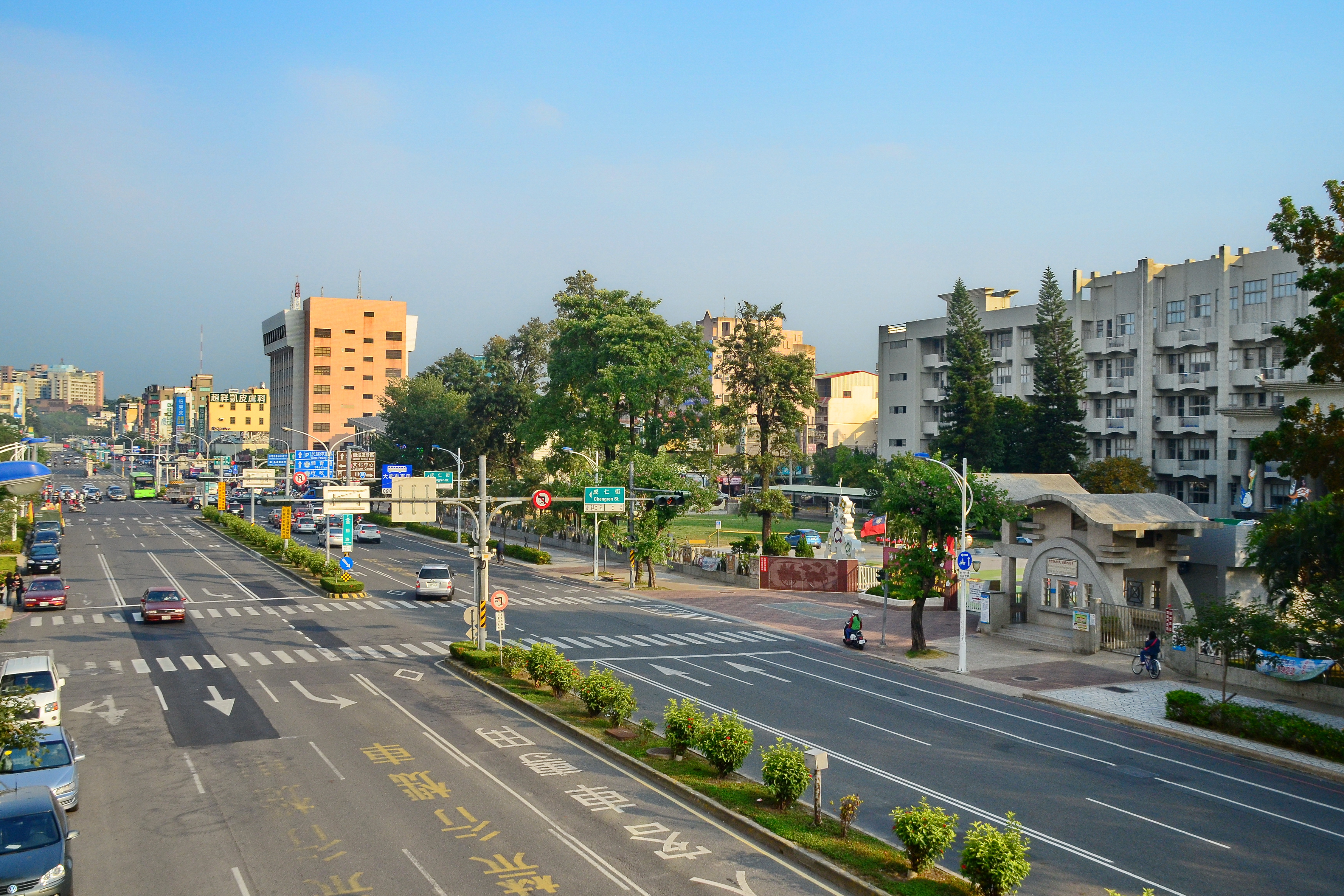
垂楊路近成仁街，向東眺望，右方的建築物為嘉義市崇文國民小學。

- 嘉義市西區垂楊國民小學 （页面存档备份，存于）（605號）
- 國立嘉義女子高級中學（243號）
- 嘉義市東區崇文國民小學（241號）
- 嘉義市東區民族國民小學 （页面存档备份，存于）（民族路235號）

#### 政府機關
- 憲兵指揮部嘉義憲兵隊（704號）

### 主要商店、商圈、公園

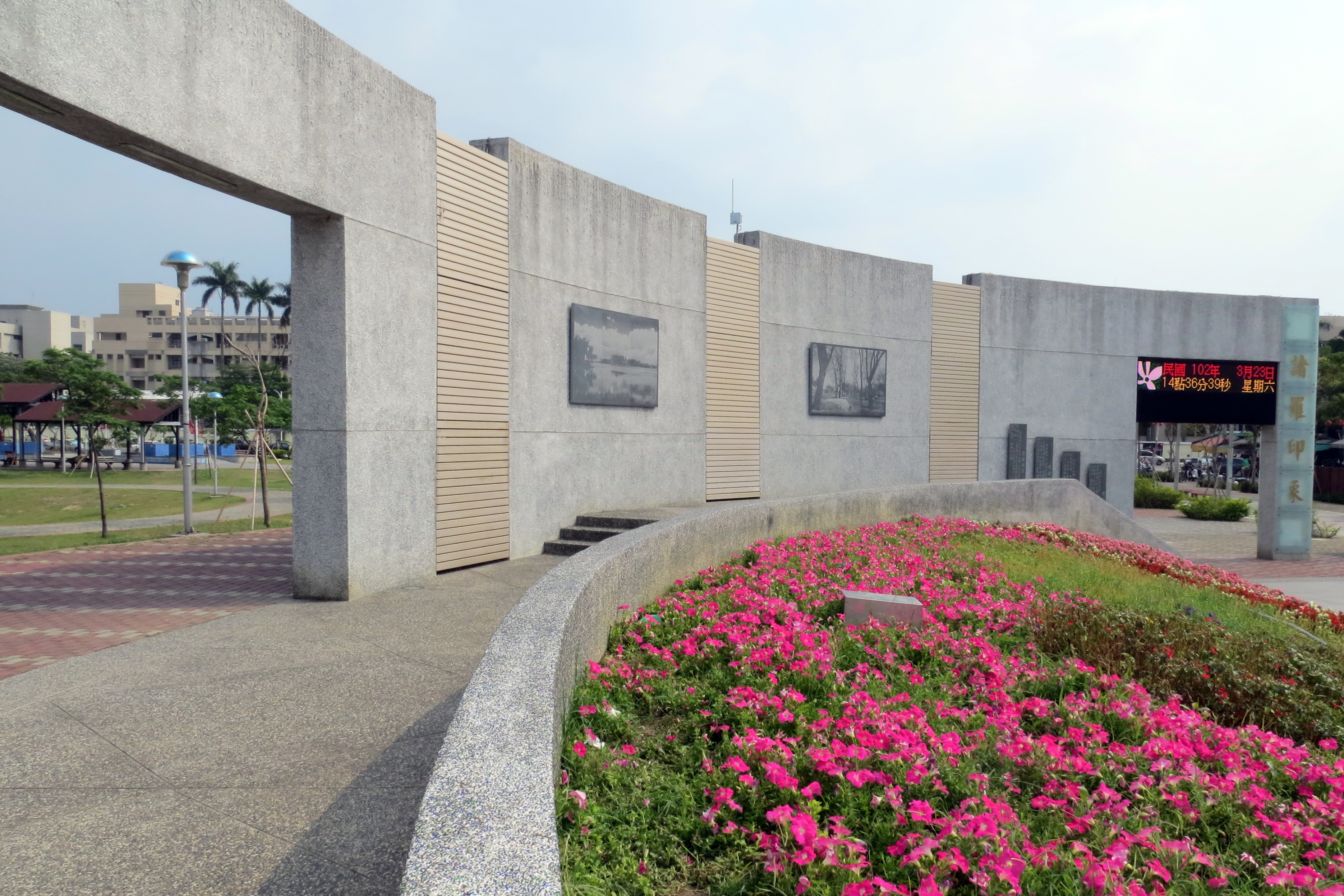
嘉義市文化公園的西面入口，牆上有嘉義名勝古蹟的石刻畫版和諸羅八景的介紹。

#### 百貨公司
- 新光三越嘉義店（726號）
- 遠東百貨嘉義店（537號）

#### 連鎖餐飲
- 星巴克垂楊門市（537號1樓）
- 麥當勞垂楊店（468號）
- 肯德基垂楊門市（460號）
- 摩斯漢堡嘉義吳鳳店（235號）
- 星巴克嘉邑門市（2號)

#### 商圈
- 文化路商圈

#### 公園
- 嘉義市文化公園

## 軼聞
由於垂楊路路名諧音「垂陽」，意指勃起功能障礙。升格初期，嘉義市政府坐落於垂楊路與民生北路路口，故嘉義市自1982年升格為省轄市以來，皆由女性市長當選的「魔咒」。而嘉義女中又坐落在垂楊路與文化路路口，又有「優秀的嘉義女性，腳踩垂楊，彷彿是魔咒般，讓男性們很不是滋味」的說詞。在2014年縣市長選舉民主進步黨嘉義市市長參選人涂醒哲的政見中，提到要將「垂楊路」改成「陳澄波大道」一說，被視為打破「嘉義市升格至今皆為女性當家」的魔咒。